# Aleksandrs Cauņa
Aleksandrs Cauņa (* 19. ledna 1988, Daugavpils, Lotyšská SSR, SSSR) je lotyšský fotbalový záložník a reprezentant, momentálně hráč ruského klubu CSKA Moskva.
Mimo Lotyšsko působil na klubové úrovni v Rusku a Anglii.

## Reprezentační kariéra
V A-mužstvu Lotyšska debutoval 2. 6. 2007 v kvalifikačním zápase v Rize proti reprezentaci Španělska (porážka 0:2).

## Úspěchy

### Individuální
- 2× lotyšský Fotbalista roku: 2011, 2012[3]